# Reichsarbeitsdienst
El Reichsarbeitsdienst (en català «Servei Laboral del Reich»), abreujat RAD, va ser una institució establerta per l'Alemanya Nazi amb l'objectiu de reduir la desocupació, similar al programes d'ajuda en altres països. Durant la Segona Guerra Mundial va ser una formació auxiliar que va servir de suport per a la Wehrmacht.
La RAD es va formar el juliol de 1934 com el servei oficial de l'estat per al treball. El RAD va ser una amalgama de les nombroses organitzacions laborals d'Alemanya creades durant la República de Weimar. Els membres del RAD oferien els seus serveis a diferents projectes civils, militars i d'agricultura. Konstantin Hierl va ser el seu director durant tota la seva existència.

## Organització

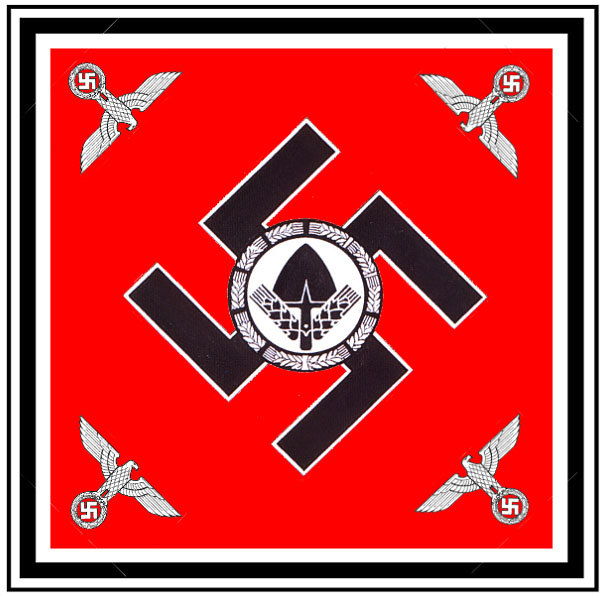
Emblema de la RAD

El RAD estava dividit en 2 seccions, el Reichsarbeitsdienst Männer (RAD/M) per a homes i el Reichsarbeitdienst der weiblichen Jugend (RAD/WJ) per a dones.
El RAD estava compost per 40 districtes coneguts com a Arbeitsgau (lit. districte de treball). Cadascun d'aquests districtes estava dirigit per un oficial amb un equip i una Wachkompanie (companyia de vigilància). A cada districte hi havia entre 6 i 8 Arbeitsgruppe (grups de treball), formacions de la mida d'un batalló d'entre 1200 i 1800 homes. Aquests grups estaven dividits en 6 unitats de departaments de RAD, de la mida d'una companyia. Cada persona de rang de l'RAD estava equipat amb una bicicleta i una pala.
El servei es va establir per a homes d'entre 18 i 24 anys, els sis primers mesos en el període de servei va ser precedit pel servei militar de dos anys. Durant la Segona Guerra Mundial va ser escurçat.
Per a les dones, el temps de servei va ser de sis mesos a partir del 1939, però es van estendre sovint per a servei durant les emergències a partir de 1940 fins al final de la Guerra.
El símbol del RAD, una insígnia amb la forma d'una pala apuntant cap amunt i dues espigues creuades, s'exhibia a la part superior esquerra de tots els uniformes i abrics que portava el seu personal.

### Rang

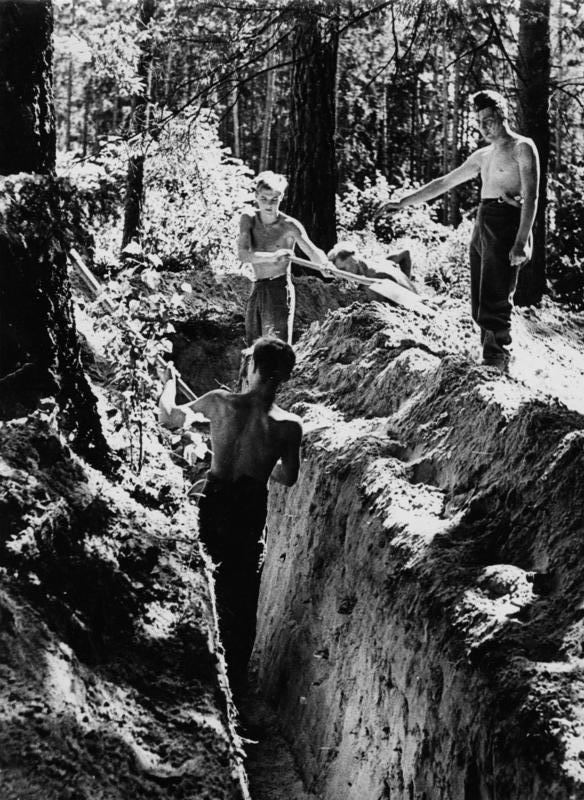
Arbeitsmann durant la construcció de trinxeres en una zona boscosa de Prússia Oriental el 1944

El Servei de Treball del Reich era com totes les organitzacions nazis estrictament jerarquitzat i seguia la decisió del líder. Les files dels membres del Servei de Treball del Reich en ordre descendent:
- 1. Reichsarbeitsführer, (Líder de Treball del Reich)
- 2. Obergeneralarbeitsführer, (General en Cap del líder de treball)
- 3. Generalarbeitsführer, (General del Treball)
- 4. Oberstarbeitsführer, (Líder laborista)
- 5. Oberarbeitsführer, (Cap del líder laborista)
- 6. Arbeitsführer, (Líder sindical)
- 7. Oberstfeldmeister, (Mestre-Coronel de Camp)
- 8. Oberfeldmeister, (Mestre de camp superior)
- 9. Feldmeister, (Mestre de Camp)
- 10. Unterfeldmeister, (El Mestre de Camp)
- 11. Obertruppführer, (Cap d'esquadrons superior)
- 12. Truppführer, (Cap dels esquadrons)
- 13. Untertruppführer/Hauptvormann, (Cap d'esquadró)
- 14. Obervormann, (-)
- 15. Vormann, (Capatàs)
- 16. Arbeitsmann, (Home de treball)

## Guerra
El RAD va ser classificat com Wehrmachtgefolge (lit. Auxiliar de les Forces Armades). Encara que no pertanyés a les Forces Armades en si, va recolzar de manera tan decisiva que va estar sota protecció de la Convenció de Ginebra. Algunes d'aquestes organitzacions auxiliars, incloent el RAD, estaven militaritzades.
En els inicis de la guerra, en les campanyes a l'Oest i Noruega, centenars d'unitats del RAD es van encarregar de proveir de queviures i munició a l'exèrcit, reparant camins danyats i pistes d'aterratge d'aeroports.
Durant el curs de la guerra, el RAD va estar involucrat en molts projectes. Les unitats del RAD van construir fortificacions a la costa (moltes persones del RAD van treballar per exemple en el Mur Atlàntic), van sembrar camps de mines, van ocupar fortificacions i fins i tot van ajudar a retenir a presoners i protegir llocs estratègics.
El paper del RAD no va estar limitat a funcions de suport de combat. Centenars d'unitats del RAD van ser entrenades com a unitats militar contra atacs aeris i van servir en missions de Bateria. Diverses unitats del RAD també van servir en el combat en el front oriental com a infanteria. Quan les forces alemanyes van ser devastades, cada vegada més homes del RAD van ser allistats per combatre. Durant els últims mesos de la guerra, els homes del RAD van formar 6 unitats de fronts de combat.
El Reichsarbeitdienst va ser dissolta amb la caiguda del Tercer Reich el 8 de maig de 1945.

## Música
De la RAD se'n conserva poc llegat documental, sobretot musical, destacant-ne tan sols una peça cantada sovint pels integrants de dita formació. La peça em qüestió era titulada "Wir sind die Fahnenträger der neuen Zeit" o la seva traducció «Som els abanderats de la nova era», composta pel major compositor de la RAD, Will Decker. L'únic registre que es té d'aquest himne és recollit al llibre publicat el 1939 anomenat "Musik im Volk", de Wolfgang Stumme i algunes partitures d'autoria desconeguda, a part de les gravacions en vídeo captades en els successius Reichsparteitags anuals. La lletra de dita marxa militar feia així:

 Wir sind die Fahnen träger der neuen Zeit, Wir schwuren Volk und Führer den heiligen Eid.

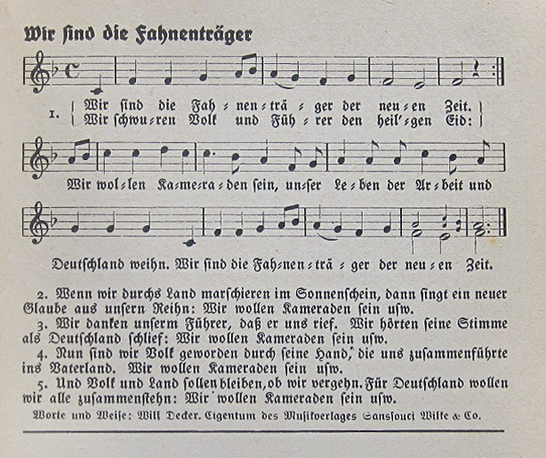
Partitura de la marxa de Will Decker, amb totes cinc estrofes senceres.

Wir wollen Kameraden sein, unser Leben der Arbeit und Deutschland weihn, wir sind die Fahnenträger der neuen Zeit.
Wenn wir durchs Land marschieren im Sonnenschein, dann fingt ein neuer Glaube aus unsern Reihn:
Wir wollen Kameraden sein, unser Leben der Arbeit und Deutschland weihn, wir sind die Fahnenträger der neuen Zeit.
Wir danken unserm Führer, dass er uns rief. Wir hörten seine Stimme als Deutshcland schlief:
Wir wollen Kameraden sein, unser Leben der Arbeit und Deutschland weihn, wir sind die Fahnenträger der neuen Zeit.
Run sind wir Volk geworden durch seine Hand, die uns zusammenführte ins Vaterland.
Wir wollen Kameraden sein, unser Leben der Arbeit und Deutschland weihn, wir sind die Fahnenträger der neuen Zeit.
Und Volk und Land sollen bleiben, ob wir vergehen. Für Deutschland wollen wir alle zusammenstehen.
Wir wollen Kameraden sein, unser Leben der Arbeit und Deutschland weihn, wir sind die Fahnenträger der neuen Zeit.

## Enllaços externs

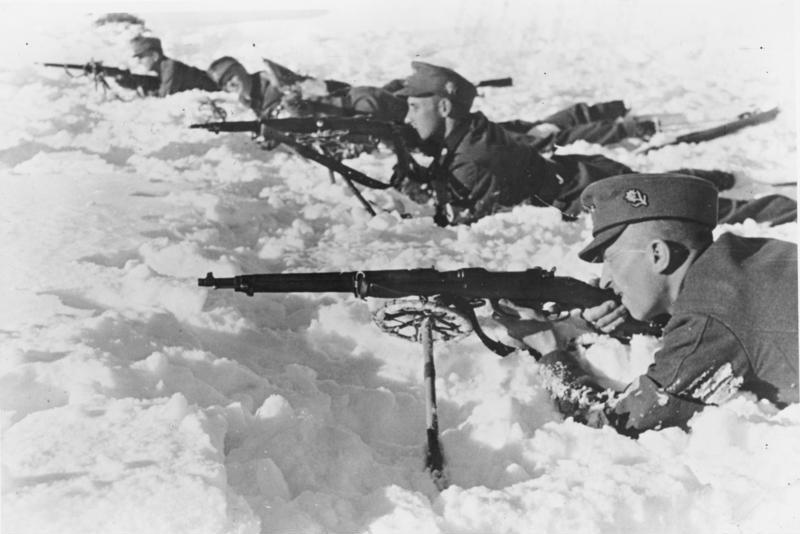
Grup d'homes del Servei de Treball del Reich (RAD) fent pràctiques de tir estesos a la neu (Rússia)